# Koichi Hirakida
Koichi Hirakida (Yanagawa (Fukuoka), Japón, 7 de mayo de 1938-23 de septiembre de 1993) fue un nadador japonés especializado en pruebas de estilo libre, donde consiguió ser medallista de bronce olímpico en 1960 en los 4 x 100 metros estilos.

## Carrera deportiva
En los Juegos Olímpicos de Roma 1960 ganó la medalla de bronce en los relevos de 4 x 100 metros estilos, con un tiempo 4:12.2 segundos, tras Estados Unidos (oro con 4:05.4 segundos) y Australia (plata); sus compañeros de equipo fueron los nadadores: Kazuo Tomita, Yoshihiko Osaki y Keigo Shimuzu.